# Callionymus persicus
Callionymus persicus, tên thông thường là cá đàn lia Ba Tư, là một loài cá biển thuộc chi Callionymus trong họ Cá đàn lia. Loài này được mô tả lần đầu tiên vào năm 1905.

## Phân bố và môi trường sống
C. persicus được tìm thấy tại vịnh Aden và vịnh Ba Tư, băng qua đến Maldives và Seychelles. Loài cá này sống ở độ sâu khoảng từ 15 đến 100 m.

## Mô tả
Chiều dài lớn nhất được ghi nhận ở C. persicus là khoảng 25,8 cm.